# En el camino edición especial
En el Camino, Edición Especial (CD/DVD) es un proyecto de Pandora (grupo musical) en el cual presentan la segunda etapa de "En el camino", un trabajo discográfico inédito que hicieron en 2013; el cual logró Disco de Platino en México -por más de 60.000 copias vendidas- el día de la presentación de esta Edición Especial. La grabación del DVD fue En Vivo y el CD es el mismo de la edición original.
En ella ser re-graban siete de las doce canciones de la edición original en un estilo más acústico, de las cuales 6 son interpretadas por las integrantes de Pandora (grupo musical) y el respectivo autor de la canción, quienes además son sus amigos de años. Los cantautores son: Noel Schajris, Gian Marco, Paty Cantú, Leonel García, Kaay (La autora es René), y Río Roma José Luis y Raúl Roma. Por último, Isabel Lascurain, Mayte Lascurain & Fernanda Meade grabaron en el mismo formato "No Te Vayas", el segundo sencillo de la edición original de "En el Camino".
Los videos fueron realizados en los estudios de Sony México bajo la dirección de Juan Luis Covarrubias y Gonzalo Ferrari. La mezcla de audio corrió a cargo del reconocido productor Memo Gil.

## Lista de canciones

### CD
| N.° | Título                                       | Escritor(es)                                        |
| --- | -------------------------------------------- | --------------------------------------------------- |
| 1   | No te vayas                                  | José Javier Díaz/ Paolo Tondo/ Luis Alfredo Salazar |
| 2   | Canción desesperada                          | Paty Cantú                                          |
| 3   | Queda                                        | Claudia Brant                                       |
| 4   | Si te vas estoy mejor                        | Gian Marco                                          |
| 5   | Se solicita un amor                          | José Luis y Raúl Roma                               |
| 6   | hubo una vez                                 | Leonel García                                       |
| 7   | Quién eres                                   | Leonel García                                       |
| 8   | Decepcionada                                 | René Camacho                                        |
| 9   | No te pido                                   | Noel Schajris / Gian Marco                          |
| 10  | Cuando Se Ama Como Tú                        | Noel Schajris / Erika Ender                         |
| 11  | Tu amor me desespera                         | David César                                         |
| 12  | ¿De qué me sirve la vida? / Ojalá (con Samo) | Samo / Gian Marco                                   |

### DVD (En Vivo)
| N.° | Título                                      | Escritor(es)                                        |
| --- | ------------------------------------------- | --------------------------------------------------- |
| 1   | No te pido Feat. Gian Marco y Noel Schajris | Gian Marco y Noel Schajris                          |
| 2   | Canción Desesperada Feat. Paty Cantú        | Paty Cantú                                          |
| 3   | Se solicita un amor Feat. Río Roma          | José Luis y Raúl Roma                               |
| 4   | Si te vas estoy mejor Feat. Gian Marco      | Gian Marco                                          |
| 5   | Hubo Una Vez Feat. Leonel García            | Leonel García                                       |
| 6   | Decepcionada Feat. Kaay                     | René Camacho                                        |
| 7   | No Te Vayas                                 | José Javier Díaz/ Paolo Tondo/ Luis Alfredo Salazar |